# Ptilocodiidae
Die Ptilocodiidae sind eine marine Familie der Hydrozoen (Hydrozoa). Die Familie umfasst derzeit etwa 8 Arten.

## Merkmale
Die Hydroidpolypen sind sessil, das Hydrorhiza ist stolonal, netzförmig oder krustenbildend und wird von nackten Coenosarc bedeckt. Die Hydramthen sind polymorph, d. h. sie können in Fress-, Wehr- und Geschlechtspolypen differenziert sein. Die Fresspolypen haben keine Tentakeln, während die Wehrpolypen vier oder mehr capitate Tentakeln besitzen, manchmal sind diese auch filiform. Die Gonophoren bilden sich auf Geschlechtspolypen oder auch Fress-/Geschlechtspolypen. Die Vermehrung erfolgt durch freie Medusen, Eumedosoide oder durch festsitzende Sporensäcke. Die Medusen sind annähernd glockenförmig und können eine radiale exumbrellare Furche besitzen. Auf der Exumbrella sitzen lichtbrechende Flecken. Randlich ist ein Nesselzellenring ausgebildet. Es können randliche Tentakeln vorhanden sein oder auch fehlen. Die Tentakeln sind, wenn vorhanden, solide sein und weisen an der Spitze eine Konzentration von Nesselzellen an ihrer Spitze auf. Es sind vier radiale Kanäle vorhanden und ein Ringkanal. Das Manubrium ist röhren- der flaschenförmig mit Mundarmen, die an der Spitze mit Gruppen von Nesselzellen versehen sind. Die Gonaden sitzen an der Außenseite des Manubriums adradial oder interradial.

## Geographisches Vorkommen
Die bisher bekannten Arten stammen überwiegend aus den tropischen und subtropischen Gewässern des Indopazifiks. Tregoubovia Picard wurde aus dem Mittelmeer beschrieben.

## Systematik
Nach der „World Hydrozoa Database“ beinhaltet die Familie fünf Gattungen:
- Hansiella Bouillon, 1980
- Hydrichthella Stechow, 1909
- Hydrichthelloides Bouillon, 1978
- Ptilocodium Coward, 1909
- Thecocodium Bouillon, 1967
- Tregoubovia Picard, 1958

### Online
- Hydrozoa Directory